# Huangnitang
Das Dorf Huangnitang (黄泥塘村,  Huángnítáng Cūn) ist ein Dorf in der Großgemeinde Tianma (天马镇) des Kreises Changshan in der chinesischen Provinz Zhejiang.

## Huangnitang-Profil
Besonders bekannt ist das nach dem Dorf benannte Huangnitang-Profil, es ist Referenzprofil (GSSP = Global Stratotype Section and Point) der Darriwilium-Stufe des Ordoviziums und liegt 5 km westlich der Kreisstadt.